# Scytodes

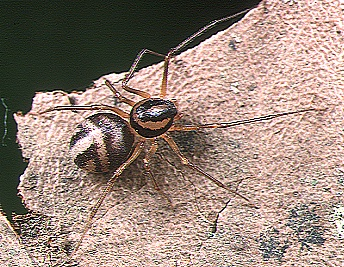
Femella de Scytodes fusca

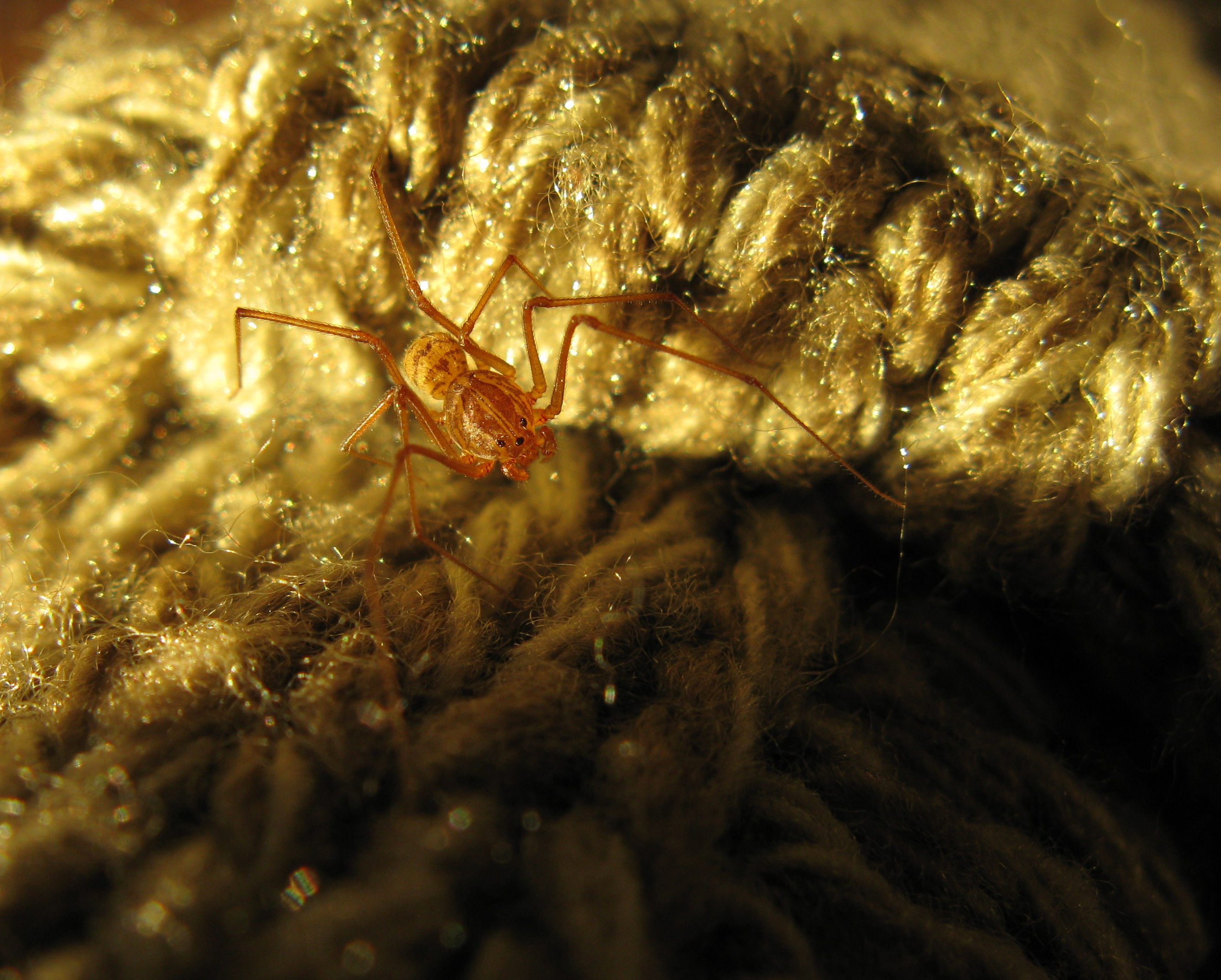
Mascle del gènere Scytodes; exemplar trobat a Sud-àfrica.

Scytodes és un gènere d'aranyes araneomorfes de la família dels escitòdids (Scytodidae). Fou descrit per primera vegada l'any 1804 per Pierre André Latreille.
Es troba arreu del món. L'espècie distribuïda més àmpliament és Scytodes thoracica, la qual és pròpia de la zona paleàrtica, però que ha estat introduïda a Amèrica del Nord, Argentina, l'Índia, Austràlia i Nova Zelanda.

## Comportament
Les femelles porten els seus ous fins que coven. El primer període dels les aranyes joves el passen a la teranyina de la seva mare. Capturen de manera cooperativa i s'alimenten de la presa agafada en el teranyina. En arribar a la maduresa sexual, les aranyes deixen l'espai maternal, es desplacen fins a una zona propera i a partir d'aquell moment exhibeixen un comportament solitari.
L'acte d'escopir, de la qual deriva el seu nom popular (spitting spider o aranya escopidora) és utilitzat com a mètode per atrapar la presa, o escapar dels seus depredadors. La substància enganxosa és expulsada dels seus ullals i la pot llençar fins a deu vegades la mida del seu cos.

## Taxonomia
Segons el World Spider Catalog amb data de 7 de gener de 2019, dins del gènere Scytodes hi ha 228 espècies reconegudes:
- Scytodes adisi Rheims & Brescovit, 2009
- Scytodes aethiopica Simon, 1907
- Scytodes affinis Kulczyński, 1901
- Scytodes aharonii Strand, 1914
- Scytodes akytaba Rheims & Brescovit, 2006
- Scytodes alayoi Alayón, 1977
- Scytodes albiapicalis Strand, 1907
- Scytodes alcomitzli Rheims, Brescovit & Durán-Barrón, 2007
- Scytodes alfredi Gajbe, 2004
- Scytodes altamira Rheims & Brescovit, 2000
- Scytodes annulipes Simon, 1907
- Scytodes antonina Rheims & Brescovit, 2009
- Scytodes apuecatu Rheims & Brescovit, 2006
- Scytodes arboricola Millot, 1946
- Scytodes arenacea Purcell, 1904
- Scytodes armata Brescovit & Rheims, 2001
- Scytodes aruensis Strand, 1911
- Scytodes arwa Rheims, Brescovit & van Harten, 2006
- Scytodes atlacamani Rheims, Brescovit & Durán-Barrón, 2007
- Scytodes atlacoya Rheims, Brescovit & Durán-Barrón, 2007
- Scytodes atlatonin Rheims, Brescovit & Durán-Barrón, 2007
- Scytodes auricula Rheims & Brescovit, 2000
- Scytodes balbina Rheims & Brescovit, 2000
- Scytodes becki Rheims & Brescovit, 2001
- Scytodes bergeri Strand, 1915
- Scytodes bertheloti Lucas, 1838
- Scytodes bilqis Rheims, Brescovit & van Harten, 2006
- Scytodes blanda Bryant, 1940
- Scytodes bocaina Rheims & Brescovit, 2009
- Scytodes bonito Rheims & Brescovit, 2009
- Scytodes brignolii Rheims & Brescovit, 2009
- Scytodes broomi Pocock, 1902
- Scytodes brunnea González-Sponga, 2004
- Scytodes caffra Purcell, 1904
- Scytodes caipora Rheims & Brescovit, 2004
- Scytodes camerunensis Strand, 1906
- Scytodes canariensis Wunderlich, 1987
- Scytodes caratinga Rheims & Brescovit, 2009
- Scytodes caure Rheims & Brescovit, 2004
- Scytodes cavernarum Roewer, 1962
- Scytodes cedri Purcell, 1904
- Scytodes cellularis Simon, 1907
- Scytodes championi F. O. Pickard-Cambridge, 1899
- Scytodes chantico Rheims, Brescovit & Durán-Barrón, 2007
- Scytodes chapeco Rheims & Brescovit, 2009
- Scytodes chiconahui Rheims, Brescovit & Durán-Barrón, 2007
- Scytodes chiquimula Brescovit & Rheims, 2001
- Scytodes chopim Rheims & Brescovit, 2009
- Scytodes clavata Benoit, 1965
- Scytodes cogu Brescovit & Rheims, 2001
- Scytodes congoanus Strand, 1908
- Scytodes constellata Lawrence, 1938
- Scytodes coronata Thorell, 1899
- Scytodes cotopitoka Rheims, Barreiros, Brescovit & Bonaldo, 2005
- Scytodes cubensis Alayón, 1977
- Scytodes curimaguana González-Sponga, 2004
- Scytodes curupira Rheims & Brescovit, 2004
- Scytodes darlingtoni Alayón, 1977
- Scytodes diminuta Valerio, 1981
- Scytodes dissimulans Petrunkevitch, 1929
- Scytodes dollfusi Millot, 1941
- Scytodes domhelvecio Rheims & Brescovit, 2009
- Scytodes dorothea Gertsch, 1935
- Scytodes drakensbergensis Lawrence, 1947
- Scytodes edwardsi Barrion, Barrion-Dupo & Heong, 2013
- Scytodes eleonorae Rheims & Brescovit, 2001
- Scytodes elizabethae Purcell, 1904
- Scytodes farri Alayón, 1985
- Scytodes flagellata Purcell, 1904
- Scytodes florifera Yin & Xu, 2012
- Scytodes fourchei Lessert, 1939
- Scytodes fusca Walckenaer, 1837
- Scytodes genebra Rheims & Brescovit, 2009
- Scytodes gertschi Valerio, 1981
- Scytodes gilva (Thorell, 1887)
- Scytodes globula Nicolet, 1849
- Scytodes gooldi Purcell, 1904
- Scytodes grammocephala Simon, 1909
- Scytodes guapiassu Rheims & Brescovit, 2009
- Scytodes guttipes Simon, 1893
- Scytodes hahahae Rheims & Brescovit, 2001
- Scytodes humilis L. Koch, 1875
- Scytodes iabaday Rheims & Brescovit, 2001
- Scytodes iara Rheims & Brescovit, 2004
- Scytodes ilhota Rheims & Brescovit, 2009
- Scytodes imbituba Rheims & Brescovit, 2009
- Scytodes immaculata L. Koch, 1875
- Scytodes insperata Soares & Camargo, 1948
- Scytodes intricata Banks, 1909
- Scytodes itabaiana Rheims & Brescovit, 2009
- Scytodes itacuruassu Rheims & Brescovit, 2006
- Scytodes itapecerica Rheims & Brescovit, 2009
- Scytodes itapevi Brescovit & Rheims, 2000
- Scytodes itzana Chamberlin & Ivie, 1938
- Scytodes itzli Rheims, Brescovit & Durán-Barrón, 2007
- Scytodes janauari Brescovit & Höfer, 1999
- Scytodes jousseaumei Simon, 1907
- Scytodes jurubatuba Rheims & Brescovit, 2009
- Scytodes jurupari Rheims & Brescovit, 2004
- Scytodes jyapara Rheims & Brescovit, 2006
- Scytodes kaokoensis Lawrence, 1928
- Scytodes karrooica Purcell, 1904
- Scytodes kinsukus Patel, 1975
- Scytodes kinzelbachi Wunderlich, 1995
- Scytodes lanceolata Purcell, 1904
- Scytodes lawrencei Lessert, 1939
- Scytodes leipoldti Purcell, 1904
- Scytodes leprosula Strand, 1913
- Scytodes lesserti Millot, 1941
- Scytodes lewisi Alayón, 1985
- Scytodes lineatipes Taczanowski, 1874
- Scytodes liui Wang, 1994
- Scytodes longipes Lucas, 1844
- Scytodes lorenzoi Alayón, 1977
- Scytodes lugubris (Thorell, 1887)
- Scytodes luteola Simon, 1893
- Scytodes lycosella Purcell, 1904
- Scytodes lyriformis Purcell, 1904
- Scytodes magna Bristowe, 1952
- Scytodes major Simon, 1886
- Scytodes makeda Rheims, Brescovit & van Harten, 2006
- Scytodes mangabeiras Rheims & Brescovit, 2009
- Scytodes mapia Rheims & Brescovit, 2000
- Scytodes mapinguari Rheims & Brescovit, 2004
- Scytodes maquine Rheims & Brescovit, 2009
- Scytodes maresi Rheims & Brescovit, 2001
- Scytodes maritima Lawrence, 1938
- Scytodes marlieria Rheims & Brescovit, 2009
- Scytodes maromba Rheims & Brescovit, 2009
- Scytodes marshalli Pocock, 1902
- Scytodes martiusi Brescovit & Höfer, 1999
- Scytodes mawphlongensis Tikader, 1966
- Scytodes mayahuel Rheims, Brescovit & Durán-Barrón, 2007
- Scytodes montana Purcell, 1904
- Scytodes monticola González-Sponga, 2004
- Scytodes multilineata Thorell, 1899
- Scytodes nambiobyrassu Rheims & Brescovit, 2009
- Scytodes nambiussu Rheims & Brescovit, 2006
- Scytodes nanahuatzin Rheims, Brescovit & Durán-Barrón, 2007
- Scytodes nigristernis Simon, 1907
- Scytodes noeli Alayón, 1977
- Scytodes obelisci Denis, 1947
- Scytodes opoxtli Rheims, Brescovit & Durán-Barrón, 2007
- Scytodes oswaldi Lenz, 1891
- Scytodes paarmanni Brescovit & Höfer, 1999
- Scytodes pallida Doleschall, 1859
- Scytodes panamensis Brescovit & Rheims, 2001
- Scytodes panguana Brescovit & Höfer, 1999
- Scytodes paramera González-Sponga, 2004
- Scytodes pholcoides Simon, 1898
- Scytodes pintodarochai Rheims & Brescovit, 2009
- Scytodes piroca Rheims & Brescovit, 2000
- Scytodes piyampisi Rheims, Barreiros, Brescovit & Bonaldo, 2005
- Scytodes propinqua Stoliczka, 1869
- Scytodes pulchella Berland, 1914
- Scytodes punctipes Simon, 1907
- Scytodes quarta Lawrence, 1927
- Scytodes quattuordecemmaculata Strand, 1907
- Scytodes quinqua Lawrence, 1927
- Scytodes redempta Chamberlin, 1924
- Scytodes reticulata Jézéquel, 1964
- Scytodes robertoi Alayón, 1977
- Scytodes rubra Lawrence, 1937
- Scytodes ruizensis Strand, 1914
- Scytodes rupestris González-Sponga, 2004
- Scytodes saaristoi Rheims & Brescovit, 2009
- Scytodes saci Rheims & Brescovit, 2004
- Scytodes sansibarica Strand, 1907
- Scytodes schultzei Purcell, 1908
- Scytodes semipullata (Simon, 1909)
- Scytodes seppoi Bosmans & Van Keer, 2014
- Scytodes sexstriata Roewer, 1960
- Scytodes silvatica Purcell, 1904
- Scytodes sincora Rheims & Brescovit, 2009
- Scytodes skuki Rheims & Brescovit, 2001
- Scytodes socialis Miller, 2006
- Scytodes sordida Dyal, 1935
- Scytodes stoliczkai Simon, 1897
- Scytodes strandi Spassky, 1941
- Scytodes strussmannae Rheims & Brescovit, 2001
- Scytodes subadulta Strand, 1911
- Scytodes subthoracica Strand, 1906
- Scytodes subulata Purcell, 1904
- Scytodes suffusa Strand, 1906
- Scytodes symmetrica Lawrence, 1938
- Scytodes tabuleiro Rheims & Brescovit, 2009
- Scytodes tacapepucu Rheims & Brescovit, 2006
- Scytodes tapacura Rheims & Brescovit, 2009
- Scytodes tapuia Rheims & Brescovit, 2009
- Scytodes tardigrada Thorell, 1881
- Scytodes tegucigalpa Brescovit & Rheims, 2001
- Scytodes tenerifensis Wunderlich, 1987
- Scytodes tertia Lawrence, 1927
- Scytodes testudo Purcell, 1904
- Scytodes tezcatlipoca Rheims, Brescovit & Durán-Barrón, 2007
- Scytodes thoracica (Latreille, 1802)
- Scytodes tinkuan Rheims & Brescovit, 2004
- Scytodes tlaloc Rheims, Brescovit & Durán-Barrón, 2007
- Scytodes triangulifera Purcell, 1904
- Scytodes trifoliata Lawrence, 1938
- Scytodes tropofila González-Sponga, 2004
- Scytodes turvo Rheims & Brescovit, 2009
- Scytodes tuyucua Brescovit, Rheims & Raizer, 2004
- Scytodes tyaia Rheims & Brescovit, 2009
- Scytodes tyaiamiri Rheims & Brescovit, 2006
- Scytodes tyaiapyssanga Rheims & Brescovit, 2006
- Scytodes tzitzimime Rheims, Brescovit & Durán-Barrón, 2007
- Scytodes uligocetes Valerio, 1981
- Scytodes una Rheims & Brescovit, 2009
- Scytodes univittata Simon, 1882
- Scytodes upia Rheims & Brescovit, 2006
- Scytodes vassununga Rheims & Brescovit, 2009
- Scytodes vaurieorum Brescovit & Rheims, 2001
- Scytodes velutina Heineken & Lowe, 1832
- Scytodes venusta (Thorell, 1890)
- Scytodes vieirae Rheims & Brescovit, 2000
- Scytodes vittata Keyserling, 1877
- Scytodes xai Rheims & Brescovit, 2006
- Scytodes ybyrapesse Rheims & Brescovit, 2006
- Scytodes yphanta Wang, 1994
- Scytodes yssaiapari Rheims & Brescovit, 2006
- Scytodes ytu Rheims & Brescovit, 2009
- Scytodes zamena Wang, 1994
- Scytodes zamorano Brescovit & Rheims, 2001
- Scytodes zapatana Gertsch & Mulaik, 1940

### Fòssils
Segons el World Spider Catalog versió 19.0 (2018), existeixen les següents espècies fòssils:
- †Scytodes hani Wunderlich, 2012
- †Scytodes marginalis Wunderlich, 2004
- †Scytodes piliformis Wunderlich, 1988
- †Scytodes planithorax Wunderlich, 1988
- †Scytodes stridulans Wunderlich, 1988
- †Scytodes weitschati Wunderlich, 1993